# Speelplastiek (Bart van de Weijer)
Speelplastiek is een artistiek kunstwerk in het Beatrixpark in Amsterdam-Zuid. 
Volgens de Vrienden van het Beatrixpark kreeg beeldhouwer Bart van de Weijer in 1969 van de gemeente Amsterdam de opdracht om specifiek voor dit park een beeld te ontwerpen. Hij kwam met een abstract beeld, dat het best omschreven kon worden als Speelplastiek. Nadat in maart 1970 de kunstcommissie haar zegje erover had gedaan werd het beeld werden voorbereidende werkzaamheden verricht. Er kwam een betonnen plaat, waarna onderdelen van het beeld konden worden geplaatst. De kunstenaar moest het zelf nog ter plekke aan elkaar lassen. Het beeld is van cortenstaal, een staallegering die maar langzaam roest, maar in weerwil van haar titel absoluut niet geschikt is als speelobject. Alles wat ermee in aanraking komt wordt roodbruin.
Op 11 december 1970 werd het beeld onthuld; het had 35.000 gulden gekost.  Dezelfde dag werd ook Noordenwind van Hendrik van Leeuwen onthuld in Amsterdam-Noord. De kunstenaar kon zich later geen officiële onthulling herinneren.

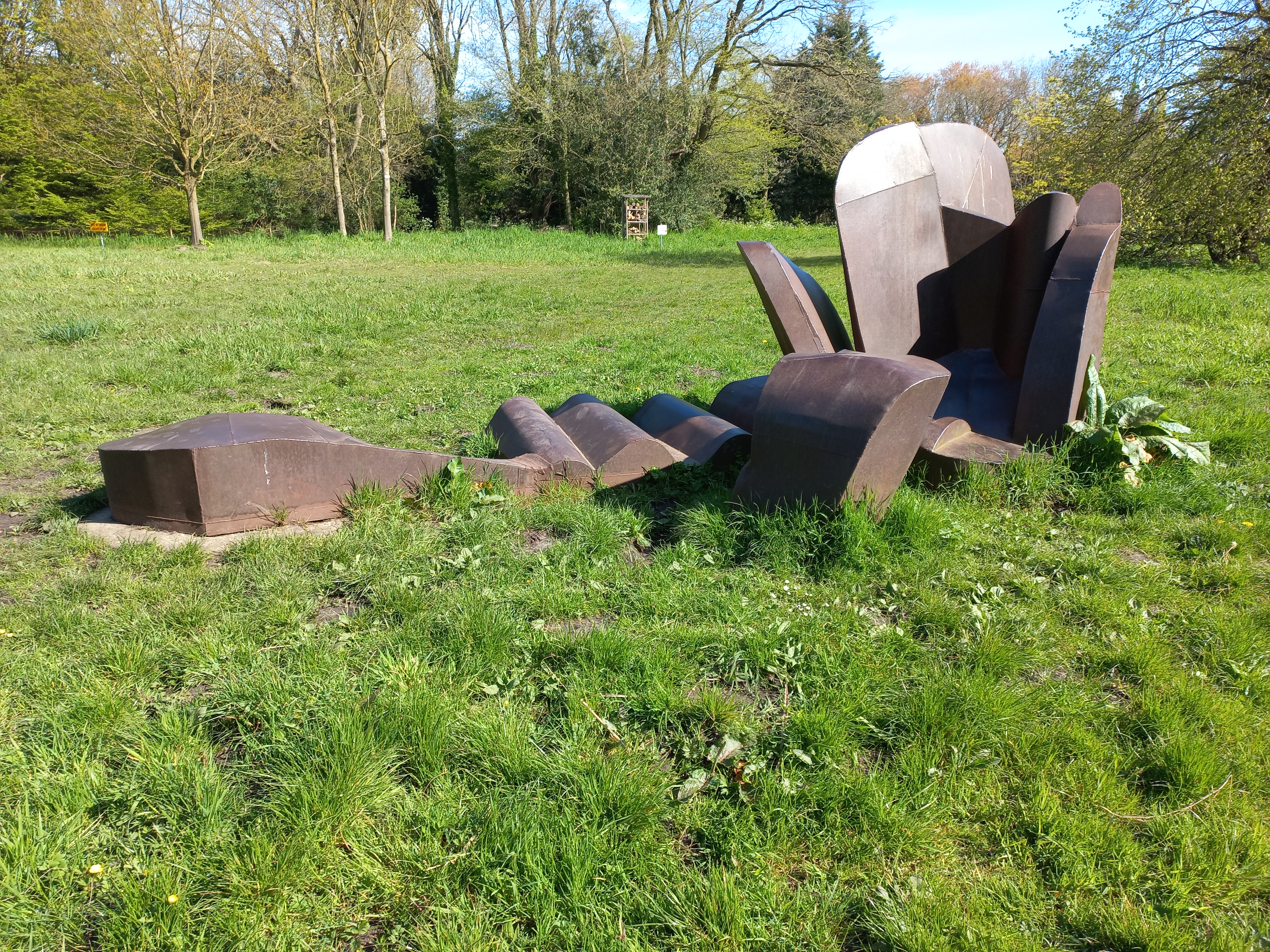
Speelplastiek in april 2023

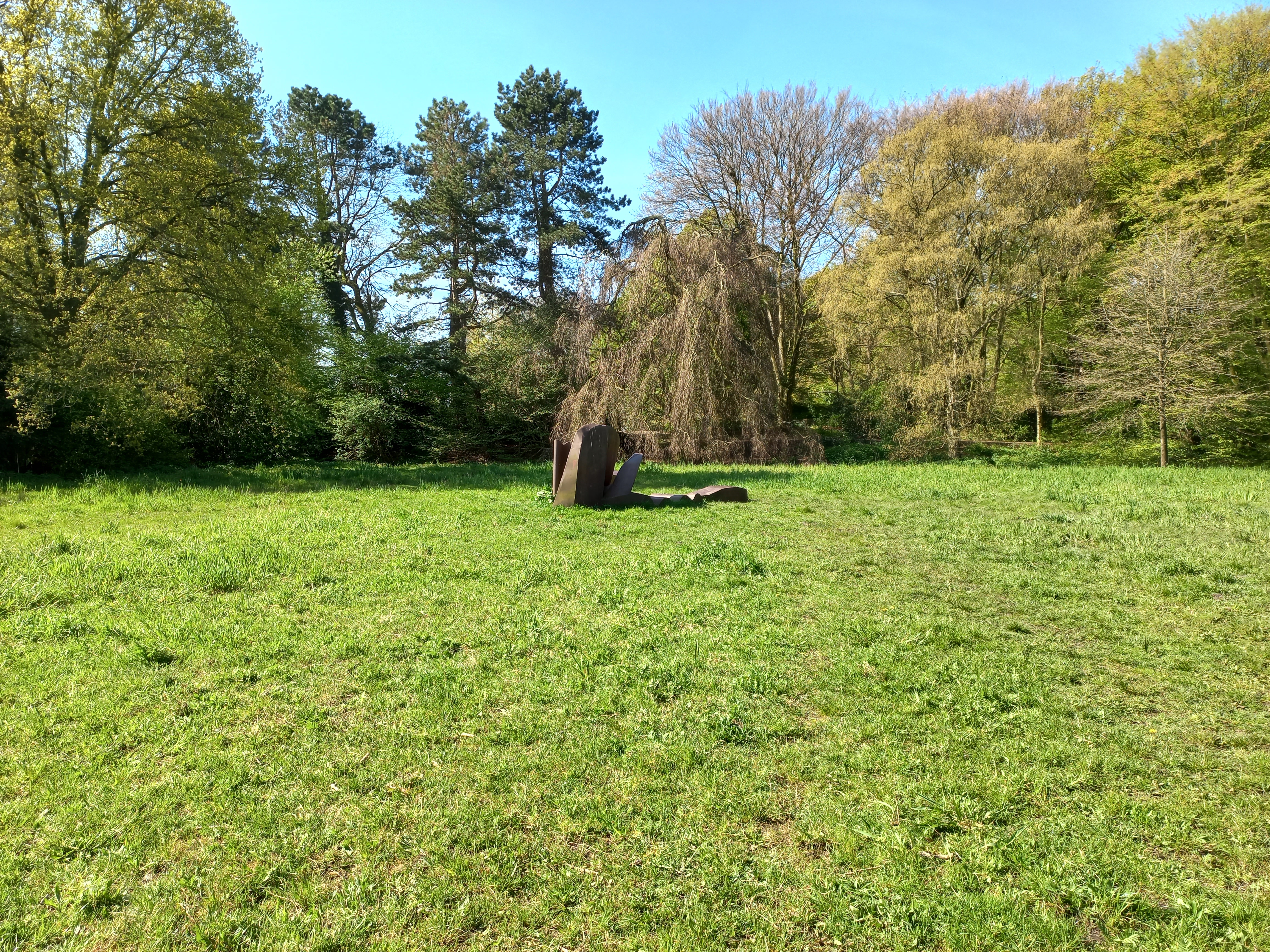
Een opvallend onopvallend beeld (april 2023)